# 千葉久
千葉久（ちばきゅう）は、かつて岩手県一関市大町の大町商店街に所在した、日本の百貨店である。

## 歴史・概要
「千葉久」は明治中期に呉服店として創業する。
1952年に開業した地場資本の老舗百貨店で、「福原」や「東光」と共に一関の三大百貨店などと称される。（「東光デパート」は1978年11月に倒産。跡地に三春屋が進出するが1981年4月に一関店を「ダイエー」に譲渡し撤退。1985年に「ダイエー一関店」が開業。）
1973年3月に、顧客の組織化を企図して資本金150万円で「株式会社千葉久友の会」を設立する。
1975年にニチイと提携し、一ノ関駅前の大町商店街と駅前通りの交差点角に店舗を移転して「一関ショッピングデパート千葉久」を開業する。地上5階の都会的な売り場構成で、地場の小売業者に大きく影響を及ぼす。
1997年9月に東北自動車道一関インターチェンジ近傍の国道沿いに「一関サティ」が開業し、「一関ショッピングデパート千葉久」は1997年8月に閉店する。

## 店舗跡の活用
「一関ショッピングデパート千葉久」の建物について、2002年8月に一関商工会議所「市中心市街地活性化協議会」は「老朽化などを理由に活用は困難」とする。一関市は9月に検討委員会を設置し、市が取得して図書館など公共施設で再活用を検討するが実現しなかった。
2005年に、市内地元資本の建設会社が跡地を取得し、隣接地と合わせて住宅開発の大手企業と共同でバスターミナルを含む大規模な再開発で事業化を目論む。2007年に、跡地のみを対象に1階を商業施設とする地上13階建て分譲マンションの建設に変更される。2017年に、分譲マンション完成。

## 法人としての千葉久
「一関ショッピングデパート千葉久」は「株式会社一関ショッピングデパート」が運営していたが、のちに「株式会社東北ニチイ」が運営した。「一関ショッピングデパート千葉久」の閉店後も「千葉久」の法人は存続し、「東北ニチイ」などの大株主であった。
「マイカル東北」が2001年9月に、秋田サティ、旧盛岡南サティ、米沢サティ、福島サティ、会津サティ、いわきサティなどと共に「一関サティ」をマイカル本社へ譲渡してマイカル直営店舗とした後、9月14日に「マイカル」は東京地方裁判所に民事再生法の適用を申請して事実上破たんした。当社が大株主である「マイカル東北」も、9月18日に東京地方裁判所に民事再生法の適用を申請して事実上破たんした。

### 千葉久友の会
「株式会社千葉久友の会」は1978年2月に「株式会社ピープル」へ社名を変更し、同年4月に「ニチイグループ」のスポーツクラブ事業「エグザス」を讓受して「マイカル」の子会社として東京証券取引所第1部に上場した。
「マイカル」は保有する全株式をコナミへ2001年1月29日に売却することで合意し、同社のグループから離脱した。2001年6月に「コナミスポーツ株式会社」、2006年3月に「株式会社コナミスポーツ&ライフ」、2015年10月に「株式会社コナミスポーツクラブ」、2019年3月に「コナミスポーツ株式会社」へそれぞれ商号が変更された。

## 芭蕉記念碑
1982年8月に一関青年会議所が当店の敷地内に建立した、松尾芭蕉と「奥の細道」の旅に同行した河合曾良の一部を刻んだものである。

## 支店
大船渡駅前に大船渡店を出店していたが、昭和50年代から昭和60年代に閉店し撤退している。

## 沿革
- 明治中期 - 呉服店として創業[1]。
- 1952年（昭和27年） - 百貨店を開業[7]。
- 1973年（昭和48年）3月 - 「株式会社千葉久友の会」を設立[10]。
- 1975年（昭和50年） - ニチイ（後のマイカルで現在のイオン）と提携して[11]「一関ショッピングデパート千葉久」を開業[1]。
- 1978年（昭和53年）
  - 2月 - 「株式会社千葉久友の会」が「株式会社ピープル」に商号変更[10]。
  - 4月 - 「ピープル」が「ニチイグループ」のスポーツクラブ事業を讓受[10]。
- 1982年（昭和57年）8月 - 敷地内に「芭蕉記念碑」を建立[19]。
- 1997年（平成9年）
  - 8月 - 「一関ショッピングデパート千葉久」を閉店[1][4]。
  - 9月 - 「一関サティ」が開業[4]。
- 2001年（平成13年）
  - 1月29日 - 「マイカル」が「株式会社ピープル（旧・千葉久友の会）」の保有する全株式をコナミ（後のコナミホールディングス）へ売却することで合意[16]。
  - 6月 - 「株式会社ピープル（旧・千葉久友の会）」が「コナミスポーツ株式会社」に社名変更[10]。
  - 9月 - マイカル東北からマイカル本社に譲渡され、マイカル直営店舗になる[14]。
  - 9月14日 - 「マイカル」が東京地方裁判所に民事再生法の適用を申請して事実上破たん[15]。
  - 9月18日 - マイカル東北が東京地方裁判所に民事再生法の適用を申請して事実上破たん[14]。
  - 11月22日 - 「マイカル」が東京地方裁判所に会社更生法の適用を申請して、破たん処理の手法を民事再生法から切り替え[21]。
- 2002年（平成14年）
  - 8月 - 一関商工会議所の市中心市街地活性化協議会が店舗跡の活用は困難との結論を出す[4]。
  - 9月 - 一関市が検討委員会を内部に設置して店舗跡の図書館などとしての利活用の検討を開始[4]。
- 2005年（平成17年） - 地元資本の建設会社が跡地を取得[3]。
- 2006年（平成18年）3月- 「コナミスポーツ（旧・千葉久友の会）」がコナミスポーツ&ライフに商号変更[17]。
- 2007年（平成19年） - 1階が商業施設となった地上13階建ての分譲マンションの建設計画が明らかになる[3]。
- 2011年（平成23年）3月1日 - 「一関サティ」がGMS事業の再編に伴ってイオンリテールに吸収合併され「イオン一関店」へ店名変更[22]。
- 2015年（平成27年）10月- 「コナミスポーツ&ライフ（旧・千葉久友の会）」がコナミスポーツクラブに商号変更[18]。
- 2019年（平成31年）3月 - 「コナミスポーツクラブ（旧・千葉久友の会）」がコナミスポーツに商号変更。